# Selandria melanosterna
Selandria melanosterna är en stekelart som först beskrevs av Audinet-serville 1823.  Selandria melanosterna ingår i släktet Selandria, och familjen bladsteklar. Enligt den finländska rödlistan är arten sårbar i Finland. Arten är reproducerande i Sverige. Artens livsmiljö är strandängar vid sötvatten.